# Bandeira de Jerusalém
A bandeira de Jerusalém é um dos símbolos oficiais do município israelense de Jerusalém.

## História
A bandeira foi adoptada após um concurso lançado pelo governo de Jerusalém, estabelecido por Israel (na parte ocidental da cidade). Tornou-se a bandeira de uma Jerusalém unida após a Guerra dos Seis Dias em 1967.

## Características

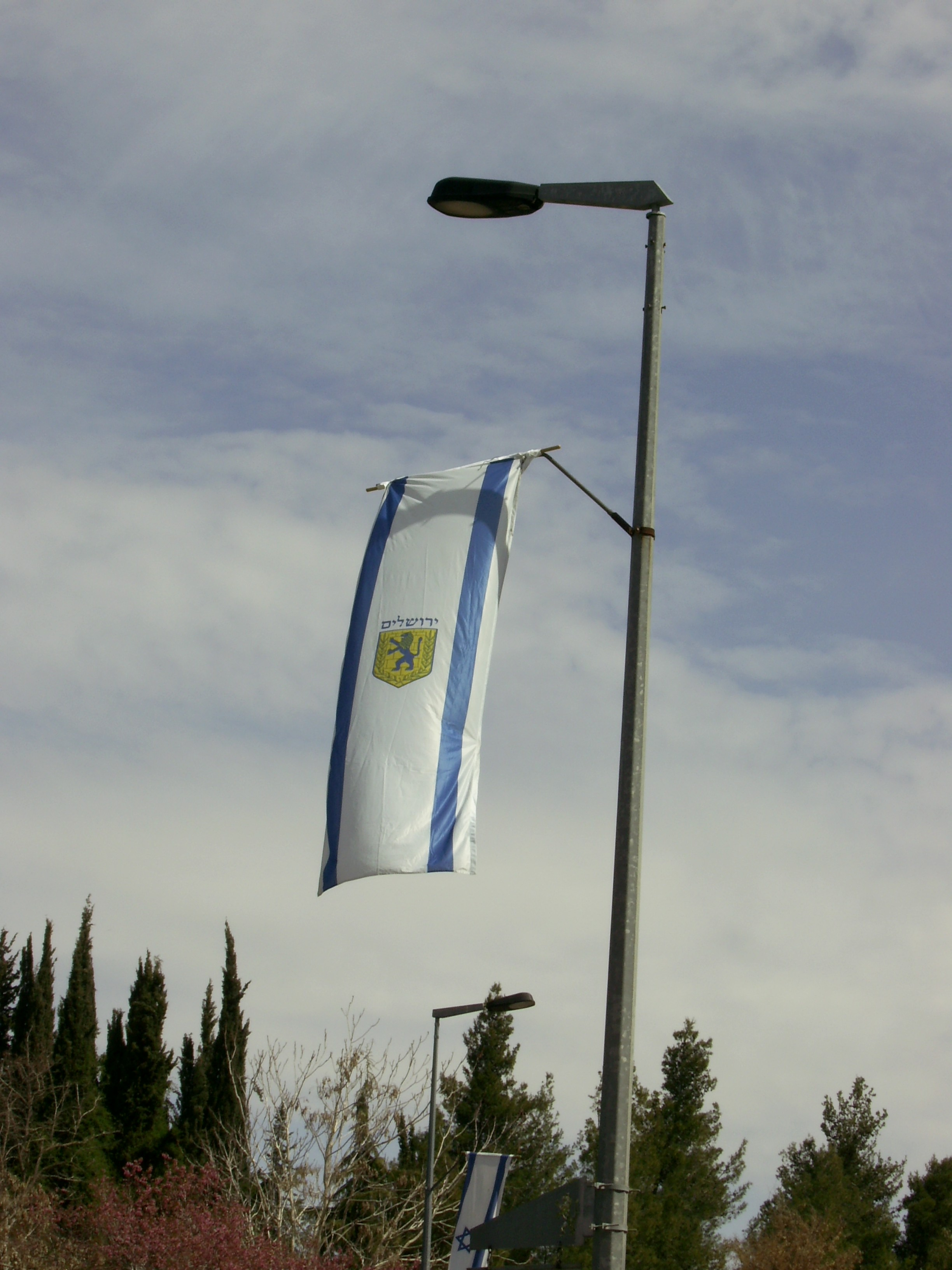
Bandeira em sua versão vertical

Seu desenho consiste em um retângulo de proporção largura-comprimento de 8:11 de fundo branco. Próximo ao topo e à base da bandeira existem duas faixas azuis horizontais. No centro está o brasão de armas de Jerusalém, que consiste de um escudo com o Leão de Judá sobreposto num fundo estilizado que representa o Muro das Lamentações flanqueado de ambos os lados por ramos de oliveira. A palavra יְרוּשָׁלַיִם (Yerushalayim, Hebraico para "Jerusalém") aparece sobre o escudo. Existe uma variante vertical desta bandeira, usada em cerimônias.

## Simbolismo
As duas listas azuis horizontais aludem ao talit, o xale de oração Judeu. O leão é o símbolo heráldico mais famoso pertence à tribo de Judá, que exibia um leão em seu escudo. Esta tribo se tornou a mais poderosa e constituiu o Reino de Judá. O leão é o símbolo da força e aparece como tal em inúmeras obras ao longo dos tempos. Este animal é um dos mais freqüentemente mencionados na Bíblia, aparecendo cerca de 130 vezes com 6 nomes diferentes.  A frase bíblica na guia é de Gênesis 49: 9, "Filhote de leão, Judá".